# Ministerio de Enseñanza Superior e Investigación
El Ministerio de Enseñanza Superior e Investigación (Ministère de l’Enseignement supérieur et de la Recherche, MESR) es un ministerio del Gobierno de Francia. Tiene su sede en el V Distrito de París. Geneviève Fioraso es la titular de la cartera. Es un ministerio para enseñanza superior e investigación científica.